# زان‌استاد
شهر زانستات (به هلندی: Zaanstad) در هلند شمالی در کشور هلند واقع شده‌است. جمعیت این شهر ۱۴۲٫۷۶۹ نفر  است.